# Marcgravia trinitatis
Marcgravia trinitatis là một loài thực vật có hoa trong họ Marcgraviaceae. Loài này được C. Presl mô tả khoa học đầu tiên năm 1845.